# Frontera entre Arabia Saudita e Irak
La frontera entre Arabia Saudita e Irak es el lindero que separa a Arabia saudita de Irak. Se extiende desde Turaif cerca de la frontera con Jordania en el occidente hasta Hafar Al-Batan cerca de Kuwait al oriente.
Los tres provincias sauditas que marcan el límite son:
- Una parte de la provincia de Yauf, capital Sakaka.
- Toda la provincia de Al-Hudud ach-Chamaliya, capital Arar.
- Una parte de la provincia de Ach-Charqiya, capital Dammam, zonas de Hafar Al-Batin y Ras al-Khafji.

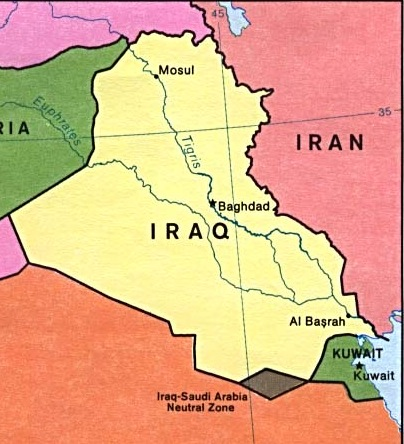
Zona neutral saudí-iraquí.

De 1922 a 1991, se estableció una zona neutral de 7 044 km² entre Arabia Saudita e Irak, en donde la frontera entre estos dos países no estaba claramente definida. Dejó de existir a raíz de la Guerra del Golfo en 1991.
Una barrera fue construida a partir de septiembre de 2014 sobre la frontera, constituida de una doble línea de barbelés, y equipada de cámaras térmicas y detectores de movimientos. El coste fue de 850 millones de dólares para una longitud de 700 km.
El puesto fronterizo de Souif padeció de un ataque yihadista el 5 de enero de 2015, que causó la muerte de tres militares saudíes.